# Zopfiella tetraspora
Zopfiella tetraspora är en svampart som först beskrevs av J.N. Rai, Mukerji & J.P. Tewari, och fick sitt nu gällande namn av S. Ahmad 1978. Zopfiella tetraspora ingår i släktet Zopfiella och familjen Lasiosphaeriaceae.   Inga underarter finns listade i Catalogue of Life.